# Pierre-Marie Hilaire
Pierre-Marie Hilaire (* 19. November 1965 in Deshaies, Guadeloupe) ist ein ehemaliger französischer Leichtathlet aus Guadeloupe, der sich auf den Sprint spezialisiert hat. Seinen größten Erfolg feierte er mit der französischen 4-mal-400-Meter-Staffel und gewann mehrere internationale Medaillen.

## Sportliche Laufbahn
Erste internationale Erfahrungen sammelte Pierre-Marie Hilaire vermutlich im Jahr 1993, als er bei den Mittelmeerspielen in Narbonne mit der französischen 4-mal-400-Meter-Staffel in 3:02,99 min die Goldmedaille gewann und damit einen neuen Spielerekord aufstellte. Anschließend belegte er bei den Weltmeisterschaften in Stuttgart in 3:00,09 min den vierten Platz. Im Jahr darauf schied er bei den Halleneuropameisterschaften in Paris mit 47,28 s im Halbfinale im 400-Meter-Lauf aus und im Juli siegte er in 46,16 s bei den Spielen der Frankophonie in Bondoufle. Anschließend schied er bei den Europameisterschaften in Helsinki mit 46,39 s im Semifinale über 400 Meter aus und gewann mit der Staffel in 3:01,11 min gemeinsam mit Jacques Farraudière,  Jean-Louis Rapnouil und Stéphane Diagana die Silbermedaille hinter dem britischen Team. 1995 schied er bei den Weltmeisterschaften in Göteborg mit 46,01 s im Viertelfinale im Einzelbewerb aus und verpasste mit der Staffel mit 3:09,46 min den Finaleinzug. Im Jahr darauf gewann er bei den Halleneuropameisterschaften in Stockholm in 46,82 s die Silbermedaille über 400 Meter hinter dem Briten Du’aine Ladejo. 1997 gewann er bei den Hallenweltmeisterschaften in Paris in 3:09,68 min gemeinsam mit Rodrigue Nordin, Loïc Lerouge und Fred Mango die Bronzemedaille hinter den Teams aus den Vereinigten Staaten und Jamaika. Zudem kam er im Einzelbewerb mit 47,68 s nicht über den Vorlauf hinaus. Im Juni gewann er bei den Mittelmeerspielen in Bari in 3:02,84 min die Silbermedaille mit der Staffel hinter dem algerischen Team. Im Jahr darauf schied er bei den Europameisterschaften in Budapest mit 46,26 s im Halbfinale über 400 Meter aus und ging mit der Staffel im Finale nicht an den Start. 1999 belegte er bei den Weltmeisterschaften in Sevilla in 3:00,59 min den vierten Platz in der 4-mal-400-Meter-Staffel. Im Jahr darauf kam er bei den Halleneuropameisterschaften in Gent mit der Staffel nicht ins Ziel und im September kam er bei den Olympischen Sommerspielen in Sydney im Vorlauf zum Einsatz und stieg mit der Mannschaft eine Runde weiter auf. 2001 beendete er seine aktive sportliche Karriere im Alter von 35 Jahren.

## Persönliche Bestleistungen
- 400 Meter: 45,65 s, 23. Juli 1996 in Paris
  - 400 Meter (Halle): 46,78 s, 10. Februar 1996 in Paris